# Ludwig Götze
Karl August Ludwig Götze (* 15. Januar 1832 in Halle/Saale; † 13. März 1878 in Wiesbaden) war ein deutscher Lehrer, Historiker und Archivar.

## Leben und Wirken
Nach dem Schulbesuch in Halle/Saale und der 1850 absolvierten Reifeprüfung studierte Ludwig Götze von 1850 bis 1854 an der Universität Halle Philologie und Geschichte und trat anschließend in den Schuldienst. Von 1855 bis 1857 unterrichtete er als Hilfslehrer an einer Realschule in Perleberg, 1857/58 an der Lateinischen Hauptschule in Halle/S. Von 1858 bis 1863 unterrichtete er dann als Gymnasiallehrer in Stendal und von 1863 bis 1873 in Seehausen/Altmark. 1873 wurde er Leiter des Nassauischen Staatsarchivs in Idstein. Ab dem 1. April 1878 sollte Götze Leiter des Staatsarchivs Osnabrück werden, doch nahm er sich kurz vorher das Leben.
Götze beschäftigte sich als Historiker mit der Geschichte der Stadt und des Gymnasiums Stendal. Für die 1865 veröffentlichte Geschichte dieser Schule wurde ihm von der Universität Halle der Doktortitel zuerkannt. Er gehört zu den von der Stadt Stendal erwähnten Söhnen und Töchtern der Stadt, eine kleine Straße ist dort nach ihm benannt (Götze-Straße).

## Schriften (Auswahl)
- Die Pröpste des Domstifts zu St. Nicolai in Stendal (= Programm des Gymnasiums zu Stendal). Franzen und Große, Stendal 1863.
- Biographische Nachrichten über die Mitglieder des ehemaligen Consistoriums zu Stendal. In: Jahresbericht des Altmärkischen Vereins für Vaterländische Geschichte und Industrie, Bd. 14 (1864), S. 57–96.
- Kirchengeschichte der Stadt Seehausen in der Altmark und des Collegiatstiftes S. Nicolai zu Beuster bis zur Reformationszeit (= Programm des Progymnasiums zu Seehausen). Franzen und Große, Stendal 1865.
- Geschichte des Gymnasiums zu Stendal von den ältesten Zeiten bis zur Gegenwart. Franzen und Große, Stendal 1865 (Digitalisat).
- Geschichte der Burg Tangermünde. Franzen und Große, Stendal 1871.
- Aeltere Geschichte der Buchdruckerkunst in Magdeburg. Baensch, Magdeburg 1872.
- Urkundliche Geschichte der Stadt Stendal. Franzen und Große, Stendal 1873 (mehrfach neu aufgelegt, zuletzt: Leipziger Verlags-Gesellschaft, Leipzig 1993, ISBN 3-910143-44-X) (Digitalisat der Ausgabe von 1873).

Außerdem mehrere Aufsätze vor allem zur Geschichte Magdeburgs.